# Hercostomus meuffelsi
Hercostomus meuffelsi är en tvåvingeart som beskrevs av Olejnicek 2003. Hercostomus meuffelsi ingår i släktet Hercostomus och familjen styltflugor.
Artens utbredningsområde är Laos. Inga underarter finns listade i Catalogue of Life.